# Efficacité catalytique
Dans le domaine de la cinétique enzymatique, l'efficacité catalytique (aussi appelée constante de spécificité) est le rapport de la constante catalytique et de la constante de Michaelis. Elle mesure de l'efficacité avec laquelle une enzyme convertit les substrats en produits. 
Une comparaison des constantes de spécificité pour différents substrats permet de comparer la spécificité de l'enzyme vis-à-vis de chacun des substrats. Plus la constante de spécificité pour un substrat particulier est élevée, plus l'enzyme est adaptée à la transformation de ce substrat.
La constance de spécificité est une constante de vitesse bimoléculaire qui ne peut pas dépasser une valeur déterminée par la diffusion du substrat vers l'enzyme. Lorsque cette limite est atteinte, on dit que l'enzyme est « parfaite ».